# Monoxyde de soufre
Le monoxyde de soufre est un composé chimique de formule SO. Cette molécule est instable du point de vue thermodynamique et n'existe telle quelle qu'à l'état gazeux dilué ; elle dimérise en S2O2 à l'état condensé, parfois appelé peroxyde de soufre. C'est la raison pour laquelle le monoxyde de soufre a été détecté dans l'espace mais n'existe pas naturellement sur Terre.
La molécule SO est caractérisée par un état fondamental triplet, comme la molécule O2, c'est-à-dire que chaque molécule possède deux électrons non appariés de spin parallèle, chacun sur une orbitale atomique propre. La liaison S-O a une longueur de 148,1 pm, supérieure à celle des molécules S2O (146 pm), SO2 (143,1 pm) et SO3 (142 pm).
La molécule peut être excitée dans un état singulet par absorption d'un photon infrarouge. Cet état singulet est supposé plus réactif que l'état triplet, comme ce qui est observé pour la molécule O2.
Du monoxyde de soufre peut être produit en laboratoire par décharge luminescente à travers des vapeurs de soufre mêlées de dioxyde de soufre SO2 et a pu être détecté par sonoluminescence dans une solution d'acide sulfurique concentré contenant des gaz nobles. Un détecteur de monoxyde de soufre à chimiluminescence a également été publié, reposant sur les réactions :
SO + O3 → SO2* + O2,
SO2* → SO2 + hν.
Le monoxyde de soufre existe naturellement dans l'environnement du satellite Io de la planète Jupiter, aussi bien dans son atmosphère que dans son exosphère, et a été détecté dans l'atmosphère de Vénus, la comète Hale-Bopp et le milieu interstellaire.